# Marita Payne (velocista)
Marita Payne (Bridgetown, 7 ottobre 1960) è un'ex velocista canadese, due volte medaglia d'argento olimpica in qualità di membro delle staffette 4×100 e 4×400 metri del Canada ai Giochi olimpici di Los Anges 1984.

## Biografia
Nata a Barbados, da bambina si trasferisce con i genitori a New York, per poi spostarsi dapprima a Toronto e, infine, a Concord, in Ontario. Marita frequenta la Vaughan Road Academy di Toronto, dove scopre le proprie doti di velocista diplomandosi campionessa provinciale dei 100 e 200 metri piani nel 1979.
Risale proprio al 1979 veste per la prima volta la maglia della nazionale canadese, andando a conquistare la medaglia di bronzo nella staffetta 4×400 metri ai Giochi panamericani di San Juan. Lo stesso anno rappresenta il continente americano alla coppa del mondo di atletica leggera, dove si classifica quarta nei 400 metri piani e quinta nella staffetta 4×400 metri.
Nel 1980 si iscrive all'Università statale della Florida e si unisce alla squadra di atletica universitaria prima di laurearsi nel 1984. Nel 1981 prende nuovamente parte alla Coppa del mondo a Roma, riuscendo a conquistare questa volta la medaglia di bronzo nella staffetta 4×400 metri. nel 1982 è medaglia d'argento nella staffetta 4×100 metri ai Giochi del Commonwealth di Brisbane, mentre nel 1983, alle Universiadi di Edmonton, conquista tre medaglie d'argento: nei 200 metri piani, gara nella quale migliora il record canadese con il tempo di 22"62 e nelle staffette 4×100 e 4×400 metri. Lo stesso anno partecipa ai campionati mondiali di Helsinki, dove si classifica quinta nei 400 metri piani e nella staffetta 4×100 metri e quarta nella staffetta 4×400 metri, gara nella quale, poche settimane dopo, conquista la medaglia d'argento ai Giochi panamericani di Caracas.
Il 1984 è l'anno della sua partecipazione ai Giochi olimpici di Los Angeles. Qui si classifica quarta nei 400 metri piani con il tempo di 49"91, nuovo record canadese, e diventa vicecampionessa olimpica nella staffetta 4×100 metri e, con il tempo di 3'21"21 e un nuovo record nazionale, nella staffetta 4×400 metri corsa con Charmaine Crooks, Jillian Richardson e Molly Killingbeck.
Nel 1986 prende parte ai Giochi del Commonwealth di Edimburgo conquistando il quarto posto nei 400 metri piani e la medaglia d'oro nella staffetta 4×400 metri. Nel 1987 si classifica settima nei 400 metri piani ai Giochi panamericani di Indianapolis e quarta nella staffetta 4×400 metri ai campionati mondiali di Roma, dove corre anche i 400 metri piani senza riuscire a superare le semifinali.
Nel 1988 corre la sua ultima gara con la maglia della nazionale canadese: partecipa infatti ai Giochi olimpici di Seul concludendo in fase semifinale la gara dei 400 metri piani.
In carriera ha conquistato anche otto titoli di campionessa nazionale: due nei 400 metri piani nel 1982 e 1984, tre nella staffetta 4×100 metri nel 1981, 1983 e 1984, uno nella staffetta 4×200 metri indoor nel 1981 e due nella staffetta 4×400 metri nel 1983 e 1984.
È sposata con l'ex cestista e allenatore Mitchell Wiggins, conosciuto ai tempi dell'università. Dal loro matrimonio sono nati sei figli: Andrew, cestista della NBA con i Golden State Warriors, Nick, Mitchell II, Stephanie, Angelica e Taya.

## Record nazionali
- 200 metri piani: 22"62, vento +0,1 m/s ( Edmonton, 10 luglio 1983)
- 400 metri piani: 49"91 ( Los Angeles, 6 agosto 1984)
- Staffetta 4×400 metri: 3'21"21 ( Los Angeles, 11 agosto 1984), con Charmaine Crooks, Jillian Richardson, Molly Killingbeck

## Progressione

### 400 metri piani
| Stagione | Tempo | Luogo       | Data      | Rank. Mond. |
| -------- | ----- | ----------- | --------- | ----------- |
| 1988     | 50"29 | Seul        | 25-9-1988 |             |
| 1987     | 51"75 | Roma        | 30-8-1987 |             |
| 1986     | 52"00 | Edimburgo   | 27-7-1986 |             |
| 1984     | 49"91 | Los Angeles | 8-8-1984  |             |
| 1983     | 50"06 | Helsinki    | 10-8-1983 |             |
| 1979     | 53"01 | Montréal    | 26-8-1983 |             |

## Palmarès
| Anno | Manifestazione          | Sede         | Evento            | Risultato  | Prestazione | Note             |
| ---- | ----------------------- | ------------ | ----------------- | ---------- | ----------- | ---------------- |
| 1979 | Giochi panamericani     | San Juan     | Staffetta 4×400 m | Bronzo     | 3'37"60     |                  |
| 1979 | Coppa del mondo         | Montréal     | 400 m piani       | 4ª         | 53"01       | [ 1 ]            |
| 1979 | Coppa del mondo         | Montréal     | Staffetta 4×400 m | 5ª         | 3'28"50     | [ 1 ]            |
| 1981 | Coppa del mondo         | Roma         | Staffetta 4×400 m | Bronzo     | 3'26"42     | [ 1 ]            |
| 1982 | Giochi del Commonwealth | Brisbane     | 400 m piani       | Semifinale | 54"06       |                  |
| 1982 | Giochi del Commonwealth | Brisbane     | Staffetta 4×100 m | Argento    | 43"66       |                  |
| 1983 | Universiadi             | Edmonton     | 200 m piani       | Argento    | 22"62       | Record nazionale |
| 1983 | Universiadi             | Edmonton     | Staffetta 4×100 m | Argento    | 43"21       |                  |
| 1983 | Universiadi             | Edmonton     | Staffetta 4×400 m | Argento    | 3'25"26     |                  |
| 1983 | Mondiali                | Helsinki     | 400 m piani       | 5ª         | 50"06       |                  |
| 1983 | Mondiali                | Helsinki     | Staffetta 4×100 m | 5ª         | 43"05       |                  |
| 1983 | Mondiali                | Helsinki     | Staffetta 4×400 m | 4ª         | 3'27"57     |                  |
| 1983 | Giochi panamericani     | Caracas      | Staffetta 4×400 m | Argento    | 3'30"24     |                  |
| 1984 | Giochi olimpici         | Los Angeles  | 400 m piani       | 4ª         | 49"91       | Record nazionale |
| 1984 | Giochi olimpici         | Los Angeles  | Staffetta 4×100 m | Argento    | 42"77       |                  |
| 1984 | Giochi olimpici         | Los Angeles  | Staffetta 4×400 m | Argento    | 3'21"21     | Record nazionale |
| 1986 | Giochi del Commonwealth | Edimburgo    | 400 m piani       | 4ª         | 52"00       |                  |
| 1986 | Giochi del Commonwealth | Edimburgo    | Staffetta 4×400 m | Oro        | 3'28"92     |                  |
| 1987 | Giochi panamericani     | Indianapolis | 400 m piani       | 7ª         | 52"14       |                  |
| 1987 | Mondiali                | Roma         | 400 m piani       | Semifinale | 51"75       |                  |
| 1987 | Mondiali                | Roma         | Staffetta 4×400 m | 4ª         | 3'24"11     |                  |
| 1988 | Giochi olimpici         | Seul         | 400 m piani       | Semifinale | 50"29       |                  |
| 1988 | Giochi olimpici         | Seul         | Staffetta 4×400 m | Finale     | dnf         |                  |

## Altre competizioni internazionali
1988
- Bronzo ad Athletissima ( Losanna), 400 m piani - 50"77